# Lövås, Orusts kommun
Lövås är en bebyggelse i Torps socken i Orusts kommun i Bohuslän. SCB avgränsade bebyggelsen före 2015 till en småort namnsatt småorten till Torp, vilket annars är namnet på kyrkbyn Torp en kilometer öster om Lövås. Området räknas sedan 2015 som en del av tätorten Henån.